# Spitse geelster
De spitse geelster (Gagea minima) is een bolgewas uit de leliefamilie (Liliaceae). De plant bloeit in het voorjaar. Eind mei zij de bovengrondse delen doorgaans alweer verdwenen.

## Naamgeving
De soort werd in 1753 onder de naam Ornithogalum minimum door Carl Linnaeus opgenomen in de eerste editie van Species plantarum. Linnaeus verwees voor een eerdere publicatie over de soort als "Ornithogalum luteum minimum" naar de Pinax van Caspar Bauhin, Nadat het geslacht Gagea in 1806 was voorgesteld door Richard Anthony Salisbury, werd de soort daar in 1816 door John Bellenden Ker Gawler als Gagea minima in geplaatst.

## Kenmerken
Bloeiende exemplaren van deze klein blijvende geelster hebben één grondstandig blad (zeer zelden twee). De bladeren van jonge, niet bloeiende planten zijn rolrond, zonder kiel of groef. Het grondstandige blad van de bloeiende plant is vlak, 2–3(5) mm breed, en aan de voet rood. De bloeiende plant draagt één tot hooguit drie bloemen in een schijnscherm. De bloemdekbladen zijn toegespitst. Onder de bloeiwijze draagt de plant één schutblad, als bij de schedegeelster, maar dit schutblad is anders dan bij laatstgenoemde niet volledig stengelomvattend. De bloeiende plant wordt maximaal 15 cm hoog.
De plant heeft twee bollen die tijdens de bloei in een gezamenlijk omhulsel zitten.

## Voorkomen
Deze plant komt vooral voor in Midden-Europa. In Nederland groeit de plant slechts op één plaats, als stinsenplant op een landgoed in Vogelenzang bij Haarlem.